# Mycena avenacea
Mycena avenacea är en svampart som först beskrevs av Elias Fries, och fick sitt nu gällande namn av Lucien Quélet 1872. Mycena avenacea ingår i släktet Mycena och familjen Mycenaceae.   Inga underarter finns listade i Catalogue of Life.